# Железнодорожный массив

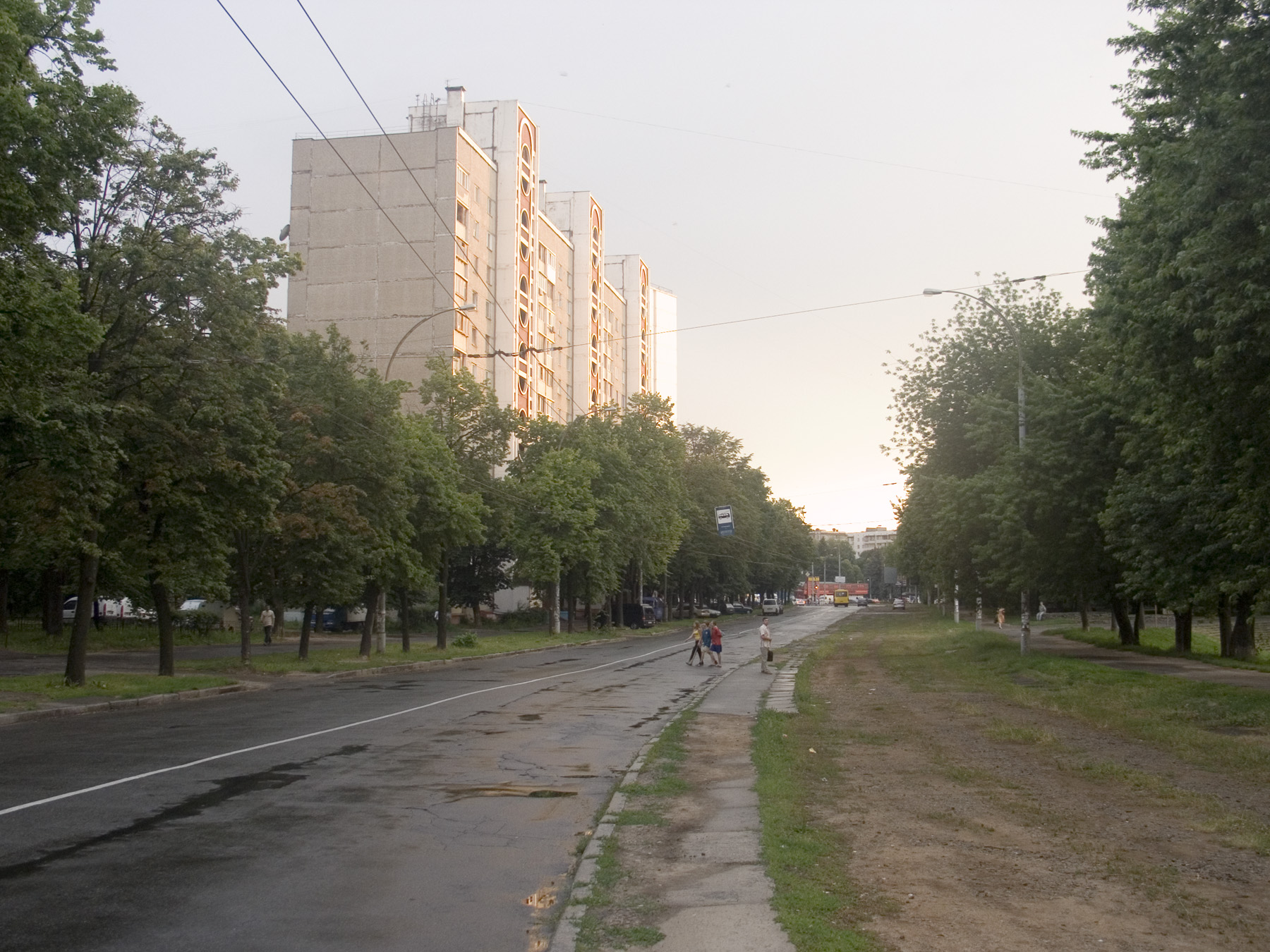
улица Романа Ратушного

Железнодоро́жный масси́в, (укр. Залізничний масив) — жилой массив в городе Киеве, расположенный Соломенском районе города и на склонах Протасова Яра. Прилегает к местностям Батыева гора и Александровская Слободка.

## История
Местность, где теперь расположен Железнодорожный массив, была частично застроена в начале XX века как часть Александровской слободки и Батыевой горы. В начале 1960-х годов вместо частично снесённой малоэтажной застройки был возведён жилой массив (основная застройка осуществлялась в 1963-65 годах, в основном пятиэтажными панельными домами).
Первоначальное название массива — Батыево-Александровский (название происходило от первоначального названия улицы Романа Ратушного, вдоль которой в основном и расположен жилой массив). Современное название употребляется с 1964 года — от бывшего Железнодорожного района города Киева, где и был возведён массив.
В 1967 году к Железнодорожному массиву со стороны Соломенки была проложена трамвайная линия (существовала до 2001 года, после чего была заменена троллейбусной линией).

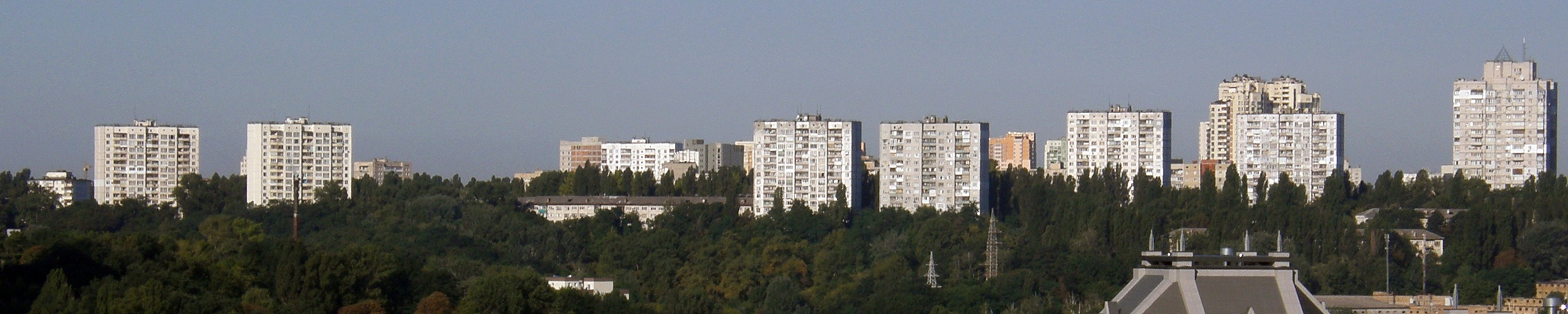
Железнодорожный массив с востока